# Turris Babel (Zeitschrift)
Turris Babel (Eigenschreibweise TURRIS BABEL) ist die Zeitschrift der Architekturstiftung Südtirol. Sie ist 1985 von der Architektenkammer der Autonomen Provinz Bozen – Südtirol gegründet worden.

## Geschichte
Das erste Mitteilungsblatt der Architektenkammer der Provinz Bozen ist im März 1979 veröffentlicht worden, um seinen Mitgliedern ein neues Kommunikationsmittel anzubieten. Mit der Gründung eines Redaktionsteams im Jahr 1983 wurde das Mitteilungsblatt zu einer kleinen vierteljährlich erscheinenden Zeitschrift. Im März 1985 wurde diese unter dem damaligen Direktor Silvano Bassetti, in Anlehnung an den Turmbau zu Babel, in Turris Babel umbenannt. Ursprünglich wurde der Titel in Klammern gesetzt, was aber bereits ab der fünften Ausgabe aufgegeben wurde.

## Chefredakteure
(Quelle: )
- 1985–1992 Silvano Bassetti (Nr. 1–26)
- 1992–1995 Wolfgang Piller (Nr. 27–33)[4]
- 1995–1997 Benno Simma (Nr. 34–38)
- 1997–2000 Giovanni Dissegna (Nr. 39–48)
- 2000–2006 Luigi Scolari (Nr. 49–70)[5]
- 2006–2015 Carlo Calderan (Nr. 71–97)
- Seit 2015 Alberto Winterle[6] (Nr. 98–ff)

## Aktuelle Entwicklung
Die Zeitschrift befasst sich mit Themen, die die Architektur Südtirols und des Alpenraums im Allgemeinen betreffen, mit dem Ziel, deren Entwicklung zu dokumentieren. Ausnahmen bilden monografische Nummern die den Architekten Edoardo Gellner (Nr. 40) und Othmar Barth (Nr. 120/121) gewidmet waren.